# 延吉朝陽川空港
延吉朝陽川国際空港（えんきつちょうようせんこくさいくうこう）は中華人民共和国吉林省延辺朝鮮族自治州延吉市に位置する空港。

## 沿革
- 1952年　小型軍用飛行場として開港する。
- 1985年　国務院と中央軍事委員会の承認を得て、軍民共用空港となる。
- 1988年9月　第1ターミナルが完成する。全長2000m、幅45mの滑走路となる
- 1991年初　第一期拡張工事を実施する。
- 1993年3月中旬　第二期拡張工事のため、離着陸が停止される。
- 1993年12月23日　拡張工事が完了し、離着陸が再開される。全長2600m、幅60mの滑走路となる。
- 2000年8月　国際線就航の臨時許可が下り、韓国との路線は同空港で出入国ができるようになる。
- 2003年6月19日　国務院、吉林省から正式に国際線就航の許可が下りる。
- 2005年　正式に対外開放される。
- 2006年6月　中韓両国で条約が締結され、ソウル（仁川空港）便がチャーター便から定期便に格上げされる。
- 2006年10月20日　ソウル便が週8便から週12便に増便される。
- 2015年7月4日　初の日本便として大阪（関西）行き路線を週2便にて就航[1]

## 就航航空会社

### 国際線

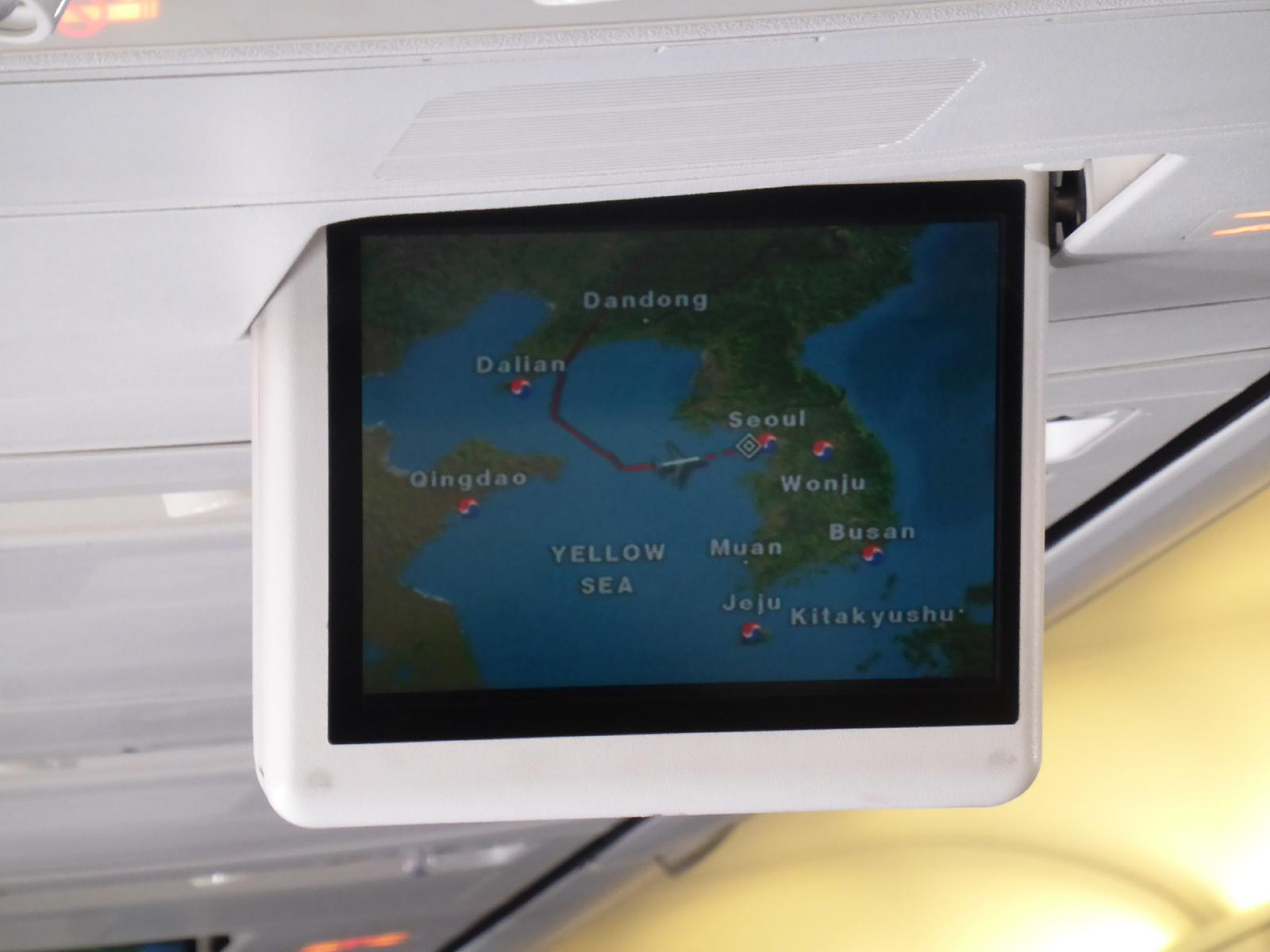
延吉 - 仁川間は青島で大きく方向転換する

| 航空会社       | 就航地                  |
| -------------- | ----------------------- |
| 中国国際航空   | ソウル/仁川             |
| 中国南方航空   | ソウル/仁川、清州、釜山 |
| 大韓航空       | ソウル/仁川             |
| アシアナ航空   | ソウル/仁川             |
| エアプサン     | 釜山                    |
| イースター航空 | 清州                    |
| チェジュ航空   | ソウル/仁川、務安       |
| 高麗航空       | 平壌                    |

### 国内線
| 航空会社     | 就航地                                                     |
| ------------ | ---------------------------------------------------------- |
| 中国国際航空 | 北京/首都                                                  |
| 中国南方航空 | 北京/首都、長春、大連、瀋陽、広州、上海/虹橋、煙台、長白山 |
| 上海航空     | 上海/虹橋、青島                                            |

## 空港から市内へのアクセス
- 専線 - 延吉西駅間の専用バス

（空港発：8時から18時40分の間で11本、延吉西駅発：7時半から17時20分の間で12本）
- 7号線 - 延吉西駅経由、開発区方面行き
- 29号線 - 翔宇大酒店、人民公園、大宇飯店経由、公汽住宅区方面行き
- 45号線 - 人民公園、白山大厦経由、開発区市場方面行き
- 15号線 - 延吉駅（在来線）、百貨大楼、人民公園経由、延吉西駅方面行き

- 空港敷地内にあるバス停
- 空港から市内へは5路線

## ギャラリー
- 着陸直前の延吉市内
- 国際線側にある両替所
- 1F到着ロビーと2Fにある飲食店
- 両店とも韓国資本。写真右側は国内線到着口
- 2Fから眺めた空港正面方面
- 国際線出発カウンター
- 制限区域内にあるカフェ。免税店あり。
- 国際線のラウンジ
- 制限区域内の出発ロビーから帽児山を望む
- 大韓航空と帽児山